# 부르즈 할리파

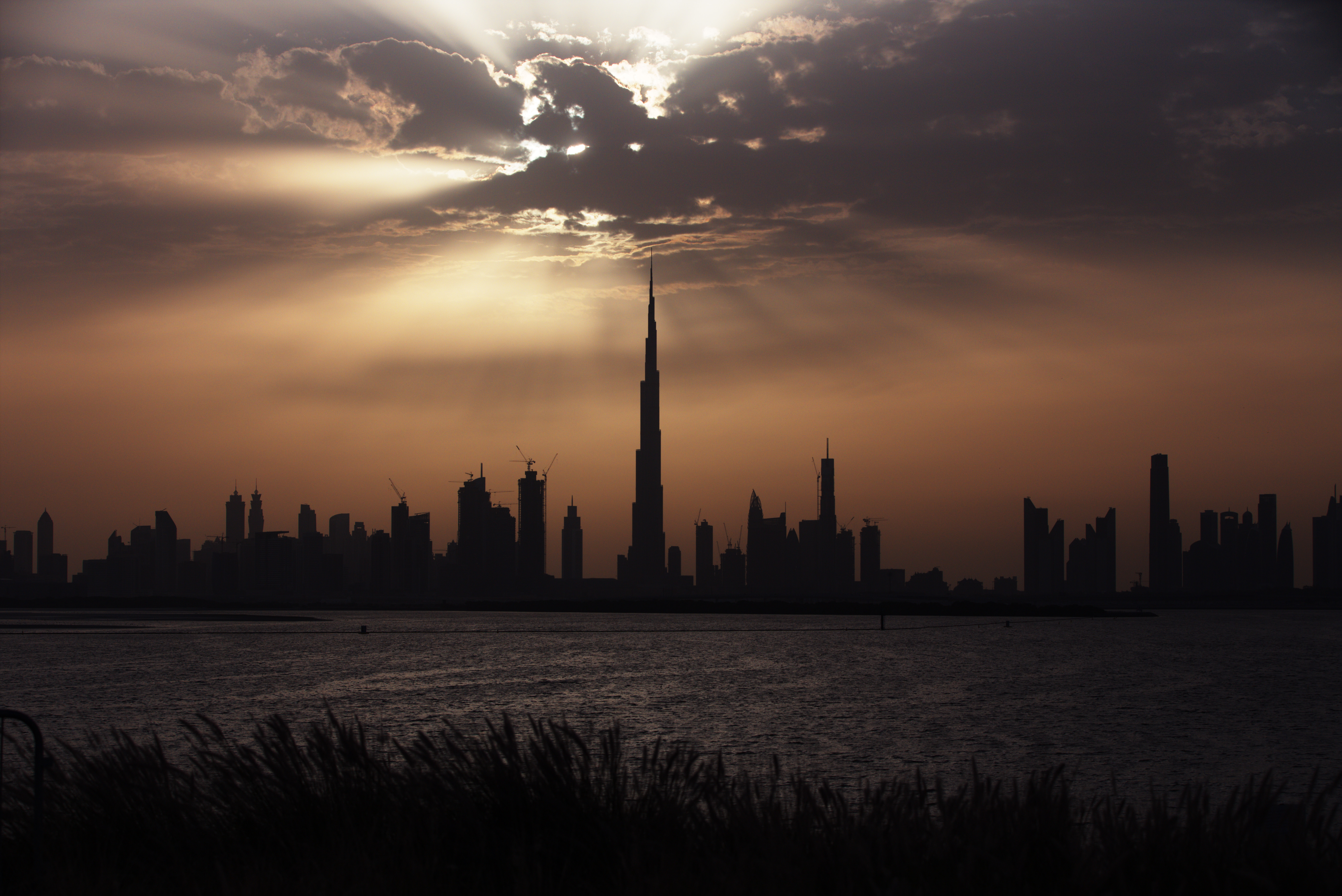
두바이 스카이라인의 중앙에 부르즈 할리파가 보인다.

부르즈 할리파(아랍어: برج خليفة, 영어: Burj Khalifa, '할리파의 탑')는 아랍에미리트 두바이에 위치한 초고층 마천루이다. 총 높이는 829.8m(2,722피트, 약 0.5마일 이상)이고, 첨탑을 포함한 지붕 높이는 828m(2,717피트)로 세계에서 가장 높은 구조물이다. 이 건물은 2009년에 상부 구조가 완성된 이후로 세계에서 가장 높은 건물이라는 기록을 유지하고 있으며, 이는 2004년부터 해당 지위를 유지하고 있던 타이베이 101을 넘어선 것이다.
완공 이전 이름은 부르즈 두바이(Burj Dubai)로, 아랍에미리트의 대통령인 할리파 빈 자이드 알나하얀의 이름을 본따 부르즈 두바이에서 부르즈 할리파로 개칭되었다.
2009년 10월 1일에 완공되었으며, 2010년 1월 4일 개장하였다.
2021년 현재까지 완성된 마천루 중에서 가장 높아 지상층에서 최고층까지 초고속 엘리베이터로 약 1분이 걸리는 세계에서 가장 높은 인공 구조물이다. 사무실, 주거, 호텔용으로 건설했으며 내부에 상업 시설, 거주 시설, 오락 시설 등을 포함한 대규모 복합 시설을 갖추고 있다. 이 건물은 현재 세계 최고층 건물이며, 2위는 KL118이다.
이 디자인은 사마라 대모스크(Great Mosque of Samarra)와 같은 지역의 이슬람 건축에서 영감을 받았다. Y자형의 삼분된 평면 구조는 주거 및 호텔 공간을 최적화하기 위해 설계되었다. 높이를 지탱하기 위해 중심에는 지지대가 있는 코어와 날개 구조가 사용되었다. 부르즈 할리파의 중심 코어에는 각 날개 내부의 비상계단을 제외한 모든 수직 이동 수단이 들어 있다. 이 구조물에는 두바이의 뜨거운 여름 기온을 견딜 수 있도록 설계된 외장 시스템도 적용되어 있다. 총 57대의 엘리베이터와 8대의 에스컬레이터가 설치되어 있다.

## 개발
2004년 9월 21일에 착공한 부르즈 할리파는 5년 후인 2009년 10월 1일에 완공되었으며 그 후 부르즈 할리파는 2010년 1월 4일에 공식적으로 개장하였다.
부르즈 할리파의 건설에 참여한 사람으로 아드리안 스미스, 빌 베이커, 스키드 모어, 오윙스 시카고 메릴 등이 있다. 대한민국의 삼성물산 건설부분이 부르즈 할리파의 건설에 협력 및 참여하였으며, 탑의 전체적인 구조는 알 구르에어 투자 그룹에 의해 건설되었다.
공사는 신도시 사업의 일환으로써 개발이 2004년 1월 12일에 시작되었고, 외관은 2009년 10월 1일에 완공되었다. 이 건물은 2010년 1월 4일에 공식 개장했으며, 셰이크 자이드 로드(Sheikh Zayed Road)의 ‘제1 교차로’ 근처에 있는 두바이 도심 개발 구역(Downtown Dubai, 2km²/490에이커)의 일부이다. 이는 두바이의 주요 업무 단지가 줄지어 있는 셰이크 자이드 로드를 따라 지어지는 것이었다.
건축과 구조 설계는 시카고의 스키드모어, 오윙스 & 메릴이 맡았으며, 수석 건축가는 에이드리언 스미스(Adrian Smith), 수석 구조 엔지니어는 빌 베이커(Bill Baker)였다. 이 회사는 세계 최고층 건물 기록을 세운 바 있는 시카고의 시어스 타워를 설계한 바 있다.
하이더 컨설팅(Hyder Consulting)이 감리 엔지니어를 맡았고, NORR 그룹 컨설턴츠(NORR Group Consultants)가 건축 감리를 맡았다. 주요 시공사는 한국의 삼성물산(Samsung C&T)으로, 벨기에의 베식스(BESIX) 및 아랍에미리트의 현지 업체 아랍텍(Arabtec)과 함께 공사를 수행했다.
주요 건설 노동력을 담당한 남아시아 출신 이주 노동자들과 관련하여, 낮은 임금과 여권 압수 등의 문제에 대한 많은 불만이 제기되었다.

## 구상
부르즈 할리파는 대규모 복합 개발 사업의 중심 요소로 설계되었으며, 이 개발에는 30,000세대의 주택, 9개의 호텔(The Address Downtown Dubai를 포함), 3헥타르(7.4에이커)의 공원, 최소 19개의 주거용 마천루, 두바이 몰, 그리고 12헥타르(30에이커)의 인공 부르즈 할리파 호수가 포함된다.
부르즈 할리파 건설 결정은 석유 기반 경제에서 서비스 및 관광 중심 경제로 전환하려는 정부의 결정에 따른 것이었다고 전해진다. 관계자들에 따르면, 부르즈 할리파와 같은 프로젝트는 국제적인 주목을 끌고 더 많은 투자를 유치하기 위해 필요했다. 나킬 프로퍼티(Nakheel Properties)에서 관광 및 VIP 대표단 담당 임원이었던 재키 조셉슨(Jacqui Josephson)은 “그분(셰이크 모하메드 빈 라시드 알 막툼)은 정말 감탄할 만한 무언가로 두바이를 세계에 알리고 싶어했다”고 말했다.
이 타워는 2010년 1월 공식 개장 전까지는 ‘부르즈 두바이(Burj Dubai, 두바이 타워)’로 알려져 있었다. 이후 아부다비의 통치자인 할리파 빈 자이드 알 나흐얀(Khalifa bin Zayed Al Nahyan)을 기리기 위해 현재의 이름으로 바뀌었다. 이는 아부다비와 아랍에미리트 연방 정부가 두바이의 채무 상환을 위해 수백억 달러를 빌려주었기 때문이다. 당시 두바이는 최소 800억 달러 이상을 건설 프로젝트에 빌렸던 상황이었다.
2000년대 초 두바이는 경제 다각화를 추진했으나, 2008년 금융 위기와 세계 경제 침체의 영향을 받아, 이미 건설 중이던 대규모 프로젝트들이 중단되기도 했다.

## 개념

### 기록
- 세계에서 가장 높은 기본 구조 : 829.8m (이전 최고기록: KVLY-TV 마스트 - 628.8m)
- 세계에서 가장 높은 구조도 내장 : 829.8m (이전 최고기록: 바르샤바 라디오 돛대 - 646.4m)
- 세계에서 가장 높은 자립 구조 : 829.8m (이전 최고기록: CN 타워 - 553.3m)
- 세계에서 가장 높은 마천루 첨탑 : 829.8m (이전 최고기록: 타이페이 101 - 509.2m)[17]
- 안테나 꼭대기까지의 세계 최고층 마천루: 829.8m (2,722피트)
- 세계에서 가장 높은 위치에 설치된 엘리베이터 (건물 최상단의 로드 내부에 설치됨)[18]
- 세계에서 가장 긴 이동 거리의 엘리베이터: 504m (1,654피트)[19][20]
- 건물 기준으로 가장 높은 수직 콘크리트 펌핑 기록: 606m (1,988피트)[21]
- 주거 공간이 포함된 세계에서 가장 높은 구조물[22]
- 세계에서 가장 높은 안테나까지의 거리 : 829.8m (이전 최고기록: 윌리스 타워 - 527.3m)
- 알루미늄 및 유리 외장재가 설치된 세계 최고 높이: 512m (1,680피트)[23]
- 세계에서 가장 높은 건물 층 : 163층 (이전 최고기록: 세계 무역 센터 - 110층)[24]
- 세계에서 가장 높은 레스토랑(At.mosphere): 122층, 높이 442m (1,450피트) (이전 기록: CN타워의 350m(1,148피트) 높이에 위치한 360 레스토랑)[2][25]
- 세계에서 가장 높은 곳에서 이루어진 새해맞이 불꽃놀이[26]

## 건설

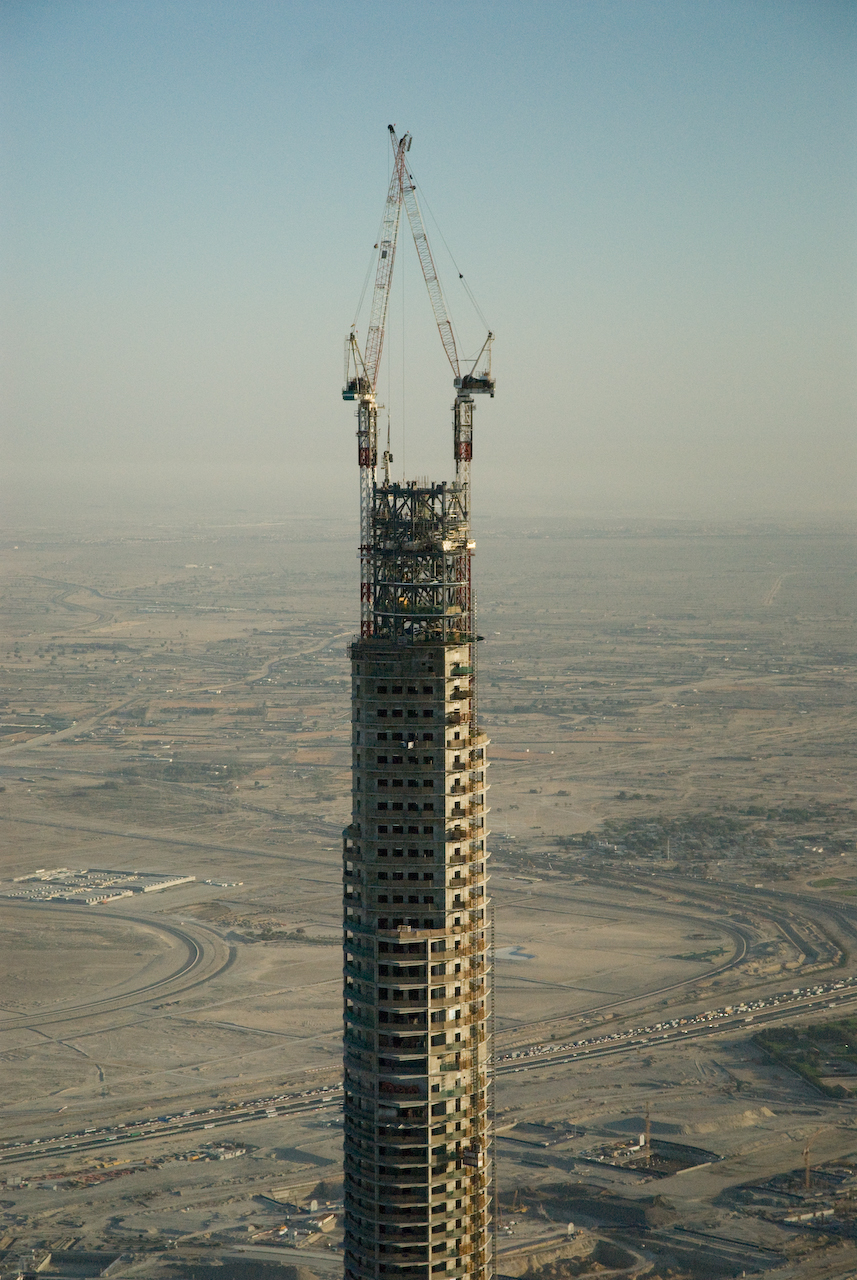
Aerial closeup of Burj Khalifa under construction in March 2008

부르즈 칼리파는 페트로나스 트윈 타워와 타이베이 101을 시공한 한국의 삼성물산이 건설했으며, 벨기에의 BESIX, 아랍에미리트의 Arabtec 과 합작으로 진행되었다. 터너가 주공사 계약의 프로젝트 매니저를 맡았다. 홍콩에 본사를 둔 Far East Aluminium이 부르즈 칼리파의 외장 패널을 공급했다.
시공사이자 설계 기록 엔지니어는 하이더 컨설팅(Hyder Consulting)이었으며, UAE 법에 따라 시공사와 설계 기록 엔지니어는 부르즈 칼리파의 성능에 대해 공동 및 개별 책임을 진다.
기본 구조는 철근 콘크리트이며, 푸츠마이스터(Putzmeister)는 이 프로젝트를 위해 새로운 초고압 트레일러 콘크리트 펌프인 BSA 14000 SHP-D를 개발했다. 부르즈 칼리파 건설에는 330,000㎥(431,600㎥)의 콘크리트와 55,000톤(61,000쇼트톤; 54,000롱톤)의 철근이 사용되었으며, 총 2,200만 인시(man-hours)가 투입되었다. 2008년 5월, 푸츠마이스터는 21MPa 이상의 압축 강도를 가진 자갈 콘크리트를 펌핑하여 기초에서 4층까지 각 기둥의 유효 하중 구역에서 600미터를 넘었고, 이후 나머지 구조는 금속 기둥을 콘크리트로 감싸 606m(1,988ft, 156층)까지 세계 기록 높이로 시공했다. 상층부에는 25톤 하중을 들어올릴 수 있는 타워 크레인 3대가 사용되었다. 그 위 구조는 더 가벼운 강철로 건설되었다.
2003년, 구조물 하부 암반 강도 조사를 위해 33개의 시험 구멍이 뚫렸다. 지표면 몇 미터 아래에서 “약하거나 매우 약한 사암과 실트스톤”이 발견되었다. 140m 깊이까지 시추한 샘플에서 약한 암석이 계속 발견되었다. 해당 부지는 “지진 활동 지역”으로 분류되었다. 또 다른 어려움은 자주 모래 폭풍을 일으키는 샤말(shamal) 바람이었다.
콘크리트와 철강 기초 건설에는 45,000㎥(58,900㎥) 이상의 콘크리트가 사용되었으며, 무게는 110,000톤(12만 쇼트톤; 11만 롱톤)을 넘는다. 기초에는 지름 1.5m, 길이 43m의 말뚝 192개가 박혀 있으며, 50m(164ft) 이상 깊이로 매립되었다. 기초는 약 450,000톤(50만 쇼트톤; 44만 롱톤)에 달하는 총 건물 무게를 견디도록 설계되었다. 이 무게는 30MPa의 콘크리트 압축 강도로 나누어 계산된 450㎡의 수직 유효 단면적, 즉 12m × 12m 크기의 기둥 단면을 산출했다. 콘크리트 아래에는 황산염과 염화물이 풍부한 지하수를 중화하고 부식을 방지하는 음극 보호 시스템이 설치되었다.
건설 기간 중, 독일 동베를린에 있던 독일 민주공화국 의회청 ‘공화국 궁전(Palace of the Republic)’의 구조용 강철 35,000톤 이상이 2008년 두바이로 운송되어 부르즈 칼리파에 사용되었다.
부르즈 칼리파는 고도로 구획화되어 있으며, 13개 층마다(지상층, 13, 26, 39, 52층 등) 압력 조절과 공조 시스템을 갖춘 대피층(refuge floors)이 있어 화재나 비상시 사람들이 안전하게 대피할 수 있도록 설계되었다.
특수 콘크리트 혼합물은 엄청난 건물 무게로 인한 압력을 견딜 수 있도록 제조되었으며, 각 콘크리트 배치는 일정 압력을 견디는지 테스트되었다. CTL그룹은 Skidmore, Owings & Merrill을 위해 크리프(creep)와 수축 테스트를 수행하여 구조 해석에 필요한 데이터를 제공했다.
콘크리트의 품질 일관성은 매우 중요했다. 수천 톤의 하중과 페르시아만 지역의 50°C(122°F)까지 올라가는 고온을 견딜 수 있는 콘크리트를 만들기 어려웠다. 이를 해결하기 위해, 여름철에는 콘크리트를 낮에 붓지 않고 밤에 공기가 더 시원하고 습도가 높은 시간에 얼음을 섞어 타설했다. 이렇게 하면 콘크리트가 고르게 경화되어 빠른 건조와 균열 위험을 줄일 수 있었다. 심각한 균열이 발생하면 프로젝트 전체가 위험에 처할 수 있었다.

### 공식 개장식
개장식은 부르즈 파크 아일랜드의 대형 스크린과 그 외 여러 장소의 소형 스크린에서 생중계되었다. 전 세계 수백 개의 언론사가 현장에서 생방송으로 보도했다. 언론 외에도 약 6,000명의 초청객이 참석할 것으로 예상되었다.
개장식은 2010년 1월 4일에 열렸다. 행사에서는 총 10,000발의 불꽃놀이, 타워 안팎으로 쏘아진 빛줄기, 그리고 음향, 조명, 물을 활용한 다양한 연출이 펼쳐졌다. 이 축하 조명은 영국의 조명 디자인 회사 Speirs and Major Associates가 설계했다. 타워 외관과 첨탑에 통합된 868개의 강력한 스트로보 조명으로 다양한 조명 시퀀스가 연출되었으며, 50가지 이상의 다른 효과 조합과 함께 연출되었다.

## 건축과 디자인

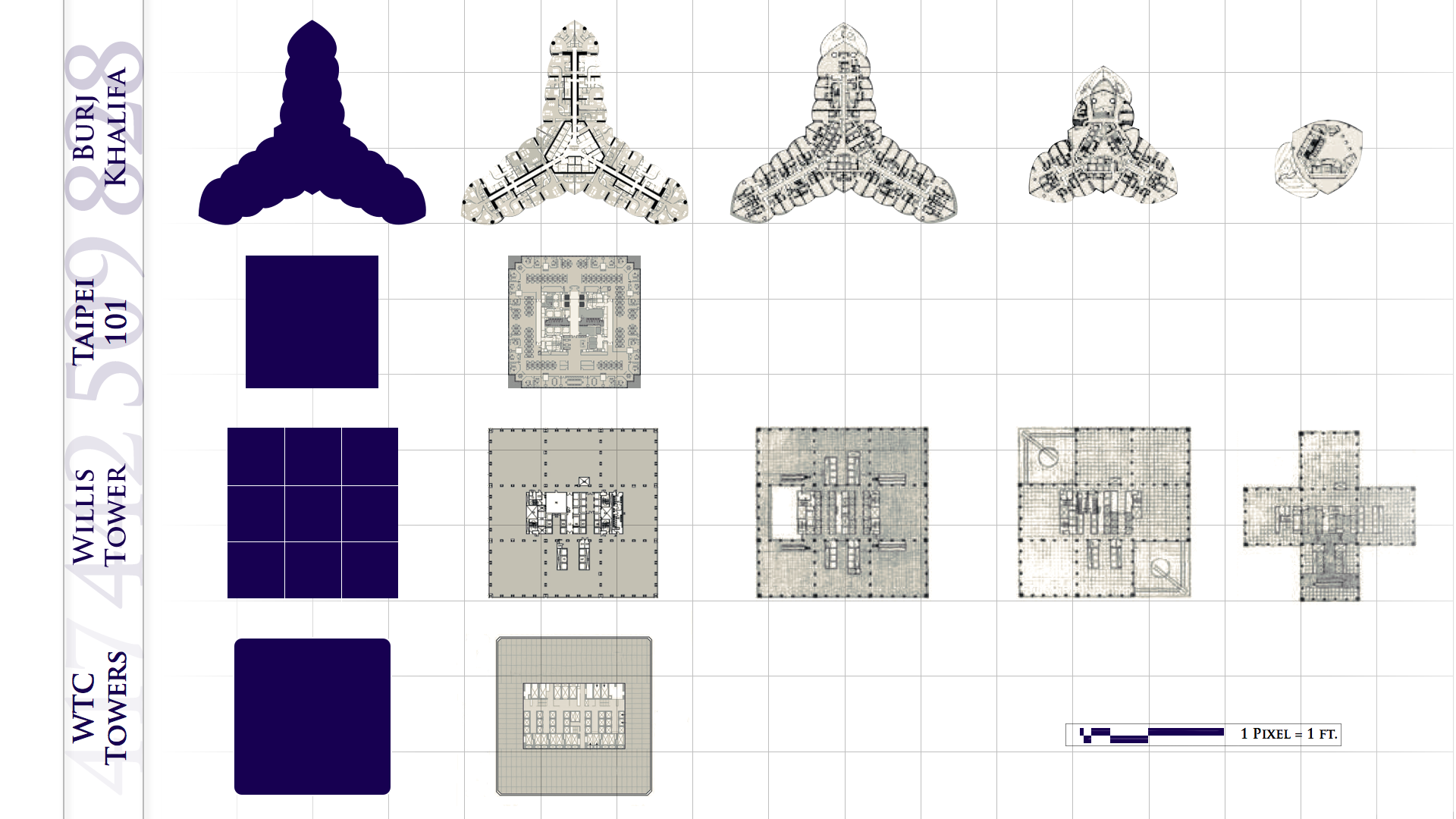
지면 기준 위에서 아래로 나열된 여러 타워들의 단면 비교: 부르즈 할리파, 타이베이 101, 윌리스 타워, 그리고 원래의 월드 트레이드 센터

부르즈 할리파 계획의 예산 총계는 약 40.1억 달러와 두바이의 신도심 지역의 전체 예산인 약 200억 달러를 합해 총 240.1억 달러 정도로 추산된다.
부르즈 할리파는 시카고의 윌리스 타워(구 시어스 타워)와 뉴욕의 원 월드 트레이드 센터를 설계한 스키드모어, 오윙스 앤 메릴(이하 SOM)이 설계했다. 부르즈 할리파는 파즐루르 라흐만 칸(Fazlur Rahman Khan)이 고안한 윌리스 타워의 번들 튜브 구조를 채택하고 있다. 이러한 튜브 시스템 덕분에 건설 시 철강 사용량이 엠파이어 스테이트 빌딩에 비해 절반 수준으로 줄었다. 칸의 고층 건물 설계에 대한 기여는 건축과 공학에 지대한 영향을 미쳤으며, 그의 영향을 직간접적으로 받지 않은 고층 건물 설계 사례는 전 세계적으로 찾아보기 어렵다.
이 디자인은 프랭크 로이드 라이트가 구상한 시카고의 마일 하이 스카이스크래퍼 ‘더 일리노이(The Illinois)’와 시카고의 레이크 포인트 타워(Lake Point Tower)를 연상케 한다. SOM의 에이드리언 스미스(Adrian Smith)가 이 프로젝트를 구상하던 당시, 자신의 사무실 창밖으로 보이는 곡선형 3개의 날개 구조를 가진 레이크 포인트 타워를 보며 “저게 바로 원형(prototype)이야”라고 생각했다고 한다. 스트라발라(Strabala)에 따르면 부르즈 할리파는 서울의 전용 주거용 고층 빌딩인 ‘타워 팰리스 3차’ 73층 설계를 기반으로 디자인되었으며, 초창기 계획 단계에서는 완전한 주거용 건물로 구상되었다
SOM의 원안 설계 이후, 이마르 프로퍼티(Emaar Properties)는 하이더 컨설팅(Hyder Consulting)을 감리 엔지니어로, 노르 그룹 컨설턴츠 인터내셔널(NORR Group Consultants International Ltd)을 건축 감리 기관으로 선정했다. 하이더는 구조 및 기계·전기·배관(MEP) 분야의 전문성으로 인해 선택되었으며, 건설 감리, 설계 승인, UAE 당국과의 공식 기술·건축 기록 역할을 맡았다. NORR는 현장 건축 감리뿐만 아니라, 사무실 별관 6층 증축 설계와 아르마니 호텔의 건축 통합 도면 설계를 포함한 전반적인 건축 설계를 담당했다. 이마르 프로퍼티는 또한 국제 다학제 컨설팅 회사 GHD를 콘크리트 및 철강 공사의 독립 검증·시험 기관으로 지정했다.
디자인은 이슬람 건축에서 유래되었다. 건물이 평평한 사막 지대에서 솟아오르면서, 총 27단의 후퇴(setback)가 나선형으로 배치되어 있으며, 위로 올라갈수록 단면이 줄어들고 외부 테라스 공간이 형성된다. 이러한 후퇴 구조는 와류와 소용돌이에 의한 바람 진동 하중을 최소화하도록 배열되고 정렬되어 있다. 꼭대기에는 중심 코어가 돌출되어 조각된 첨탑을 형성하며, 건물은 가장 높은 지점에서 최대 1.5m(4.9피트)까지 흔들린다.

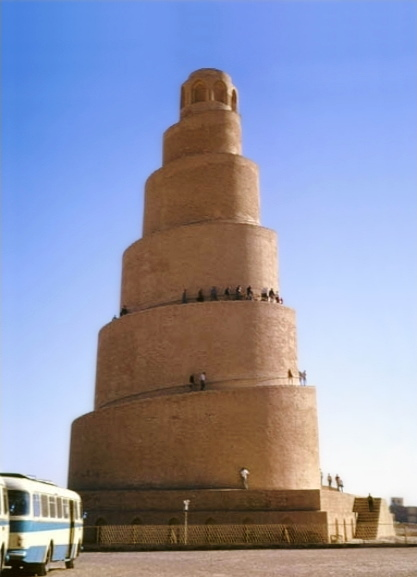
사마라 대모스크의 나선형 미나렛

부르즈 칼리파의 첨탑은 4,000톤 이상(4,400쇼트톤; 3,900롱톤)의 구조용 강철로 이루어져 있다. 중심에 위치한 첨탑 파이프는 무게가 350톤(390쇼트톤; 340롱톤), 높이는 200m(660피트)이다. 이 첨탑은 통신 장비도 내장하고 있다. 이 244미터(801피트) 높이의 첨탑은 공간의 활용도가 거의 없어 ‘허영 높이(vanity height)’로 널리 간주된다. 첨탑을 제외하면 부르즈 칼리파의 실제 높이는 585미터(1,919피트)에 불과하다. 고층건축도시서식지위원회(Council on Tall Buildings and Urban Habitat)의 연구에 따르면, 이 비어 있는 첨탑 자체만으로도 “하나의 마천루가 될 수 있다”고 언급되었다. 만약 이 첨탑이 유럽에 위치한다면, 유럽 대륙에서 11번째로 높은 건물이 될 것이다.
2009년, 건축가들은 부르즈 칼리파 내부에 1,000점 이상의 예술 작품이 전시될 예정이라고 발표했으며, 주거용 로비에는 하우메 플렌사(Jaume Plensa)의 작품이 전시될 것이라고 밝혔다.
외장 시스템은 총 142,000제곱미터(1,528,000제곱피트)의 면적에 걸쳐 26,000개 이상의 반사 유리 패널, 알루미늄 패널, 질감 처리된 스테인리스 스틸 스팬드럴 패널, 수직형 튜브 핀으로 구성되어 있다. 건축용 유리는 태양열 및 단열 성능을 제공하며, 강한 사막 햇빛, 극한의 온도, 강풍으로부터 눈부심을 차단해주는 역할도 한다. 유리는 총 174,000제곱미터(1,870,000제곱피트) 이상의 면적을 덮고 있다. 부르즈 칼리파의 일반적인 커튼월 패널은 가로 1.4m(4피트 6인치), 세로 3.3m(10피트 8인치)이며, 개당 약 800파운드(360kg)의 무게를 가진다. 건물의 모서리 부근에는 더 넓은 패널이, 상부에는 더 높은 패널이 설치되어 있다.
건물 꼭대기 외부 온도는 기초부보다 약 6°C(11°F) 더 낮은 것으로 여겨진다.
아르마니(Armani)가 운영하는 304객실 규모의 아르마니 호텔은 4개 중 첫 번째로, 건물 하부 39층 중 15개 층을 차지하고 있다. 이 호텔은 2010년 3월 18일에 개장할 예정이었으나, 여러 차례 지연 끝에 2010년 4월 27일에야 일반에 공개되었다. 기업용 스위트룸과 사무실도 3월부터 개장할 예정이었으나, 2010년 4월 당시 호텔과 전망대만 건물 내에서 개방된 상태였다.
43층과 76층에 위치한 스카이 로비에는 수영장이 있다. 20층부터 108층까지는 총 900개의 개인 주거용 아파트가 있으며, 개발사에 따르면 시장에 나온 지 8시간 만에 모두 판매되었다. 76층에는 외부로 바로 연결되는 제로 엔트리(zero-entry) 야외 수영장이 있다. 나머지 대부분 층은 기업 사무실과 스위트룸으로 채워져 있으며, 122층, 123층, 124층에는 각각 At.mosphere 레스토랑, 스카이 로비, 실내외 전망대가 위치한다. 2010년 1월 기준으로, 부르즈 칼리파는 2010년 2월에 첫 입주자를 맞이할 계획이었다.
건물에는 57대의 엘리베이터와 8대의 에스컬레이터가 있다. 엘리베이터는 1대당 12명에서 14명까지 탑승 가능하며, 세계에서 가장 빠른 이중 데크 엘리베이터를 포함하고 있어 최고 시속 10m/s(33ft/s)의 속도로 상승 및 하강한다. 초기에는 세계 최초의 삼중 데크 엘리베이터 설치도 고려되었다. 이중 데크 엘리베이터에는 전망대로 이동하는 동안 방문객의 즐거움을 위해 LCD 디스플레이가 장착되어 있다. 건물의 1층부터 160층까지는 총 2,909개의 계단이 있다.

### 배관 시스템
부르즈 칼리파의 급수 시스템은 하루 평균 946,000리터(25만 미국 갤런)의 물을 100km(62마일)에 달하는 배관을 통해 공급한다. 추가로 213km(132마일)의 배관이 화재 비상 시스템에, 34km(21마일)는 냉방용 냉수 공급에 사용된다.

### 에어컨 시스템
에어컨 시스템은 지상보다 더 시원하고 깨끗한 상층부의 공기를 끌어들인다. 최대 냉방 시에는 46MW(62,000마력) 용량의 냉방을 제공하는데, 이는 하루에 녹는 얼음 13,000쇼트톤(약 1,200만 kg)에 해당하는 양이다. 응축수 수집 시스템을 통해 모인 물은 인근 공원의 관개에 사용된다.

### 창문 청소
총 24,348개의 창문, 약 120,000㎡(129만 평방피트)의 유리를 세척하기 위해 건물에는 3개의 수평 트랙이 설치되어 있으며, 각각 1,500kg(3,300파운드) 용량의 버킷 머신이 장착되어 있다. 109층 이상에서 27단계까지는 전통적인 데이빗(davits) 크래들이 사용된다. 건물 꼭대기는 로프를 이용해 위에서부터 내려오는 작업자들이 청소한다. 정상적인 조건에서 모든 유지보수 장비가 작동할 때, 36명의 작업자가 건물 외관 전체를 청소하는 데 3~4개월이 소요된다.
무인 기계가 상위 27단계와 유리 첨탑 부분을 청소하며, 이 청소 시스템은 호주 멜버른의 빌딩 유지보수 장비 제조사 콕스고마일(CoxGomyl)이 800만 호주 달러의 비용으로 개발했다.

### 설계 및 시공
2006년까지 스키드모어, 오윙스 & 메릴에서 일했던 아드리안 스미스(Adrian Smith)가 설계했다. 베식스, 아랍텍, 삼성물산이 시공했으며 이 중 삼성물산이 주계약자로 건축을 담당했다. 터너 건설이 감리를 맡았다.

### 최고 높이 경신
2007년 7월 21일 부르즈 할리파는 512.1m를 돌파해 141층까지 지어졌으며, 이에 따라 509m인 타이베이 101를 제치고 세계에서 가장 높은 빌딩이 되었다. 2010년 1월 4일(현지시간)에는 정식 개관한 가장 높은 빌딩(828m)으로 등극하게 되었다.

### 기록
부르즈 할리파는 3일에 1층씩 올라가는 층당 3일 기법, 최단기간 공기 수행기술과 고강도 콘크리트 기술이 주목 받았다. 콘크리트를 고층으로 직접 펌프로 쏘아올리는 기술의 경우, 2007년 5월에 기존의 대한민국과 일본이 세운 450m를 깨고 약 126층 높이인 452m까지 한번에 콘크리트를 올리는 신기록을 세웠다.

### 연표
- 2004년 1월 : 굴착 시작.[101]
- 2004년 2월 : 기반공사 시작.[102]

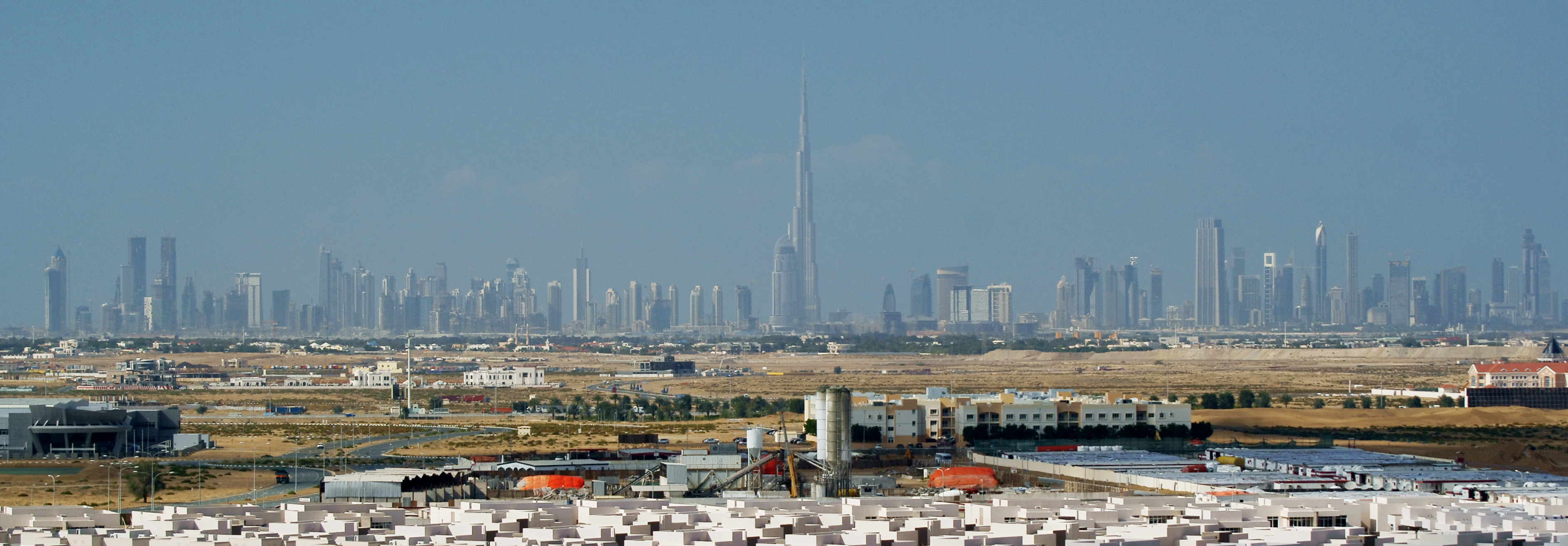
Burj Khalifa and skyline of Dubai, 2010

- 2004년 9월 21일 :  계약자인 에마르가 건설 시작.[103]
- 2005년 3월 : 부르즈 할리파의 구조가 상승하기 시작.[104]
- 2006년 6월 : 50층 도달[105]
- 2007년 2월 : 시어스 타워의 높이보다 높아짐
- 2007년 5월 13일: 타이베이 101의 449.2m(1,474피트)를 넘어, 452m(1,483피트)까지 콘크리트 수직 펌핑 기록 세움. 당시 130층까지 도달.[106][107]
- 2007년 7월 21일 : 높이 509.2m(1,671피트)의 타이베이 101을 제치고 세계 최고층 건물이 되며 141층 도달.[108][109]
- 2007년 8월 12일 : 527m(1,729피트) 도달, 윌리스 타워의 안테나보다 높아짐
- 2007년 9월 12일 : 555.3m(1,822피트) 도달, 150층 도달, 세계에서 가장 높은 토론토의 CN 타워보다 높아짐[110][111]
- 2008년 4월 7일 : 높이 629m(2,064피트)로 KVLY-TV 마스트를 제치고 인류 역사상 가장 높은 인공 구조물 기록, 160층 도달.[112][113]
- 2008년 6월 17일 : 시공사가 부르즈 할리파의 높이가 636m(2,087피트)이라고 발표하였고 2009년 9월에 완공 될 때까지 최종 높이가 공개되지 않았다.[114]
- 2008년 9월 1일 : 높이 688m(2,257피트)를 넘어서며, 폴란드 콘스탄티누프의 바르샤바 라디오 마스트를 제치고 인류가 만든 최고 높이의 구조물이 됨.[115]
- 2009년 1월 17일 : 최종 높이 829.8m(2,722피트)로 상단 구조물 완공.
- 2009년 10월 1일 : 에마르가 건물의 외부공사가 완료되었음을 발표.
- 2010년 1월 4일 : 부르즈 할리파의 공식 개장 행사가 개최되고 부르즈 할리파가 개장했다. 부르즈 할리파는 아랍에미리트 연방의 대통령인 할리파 빈 자이드 알 나하얀의 이름을 따서 부르즈 할리파로 개명하였다.[116]
- 2010년 3월 10일 : 세계초고층도시건축학회(CTBUH)는 부르즈 할리파를 세계에서 가장 높은 건물로 인정했다.[117]

## 특징

### 이 건물의 특징
부르즈 할리파에는 10,000실의 호텔, 586세대의 주거용 공간, 3 헥타르의 공원, 19개 이상의 주거 타워와 두바이 몰, 12헥타르의 인공 부르즈 할리파 호수 등이 있다. 부르즈 할리파는 기반 서비스와 관광을 통해 석유 기반 경제에서 탈바꿈하려는 다변화적인 정부의 결정을 기반으로 하여 건설이 결정되었다.

### 부동산 가치
2009년 3월, 프로젝트 개발사인 이마르 프로퍼티스(Emaar Properties)의 회장 모하메드 알리 알아바르(Mohamed Ali Alabbar)는 부르즈 칼리파 내 사무실 공간의 가격이 평방피트당 미화 4,000달러(㎡당 43,000달러 이상)에 달했으며, 같은 건물 내 아르마니 레지던스(Armani Residences)의 가격은 평방피트당 3,500달러(㎡당 37,500달러 이상)에 판매되었다고 밝혔다. 그는 이 프로젝트의 총 비용을 약 15억 달러로 추산했다.
그러나 부르즈 칼리파의 완공 시기는 세계 금융 위기와 국가 내 과잉 개발이 겹친 시점이었고, 이는 높은 공실률과 압류 사태로 이어졌다. 두바이는 야심 찬 프로젝트들로 인해 막대한 부채를 떠안게 되었고, 결국 석유 부국인 인접국 아부다비로부터 수십억 달러 규모의 구제 금융을 요청해야 했다. 이후 개장식에서 타워는 UAE 대통령 칼리파 빈 자이드 알 나흐얀(Khalifa bin Zayed Al Nahyan)의 결정적인 지원에 경의를 표하는 의미로 ‘부르즈 칼리파’로 깜짝 개명되었다.
두바이 부동산 시장의 수요 침체로 인해 개장 10개월 후 부르즈 칼리파의 임대료는 40% 하락했다. 당시 타워 내 900개 아파트 중 825채가 여전히 비어 있었다. 이후 30개월 동안 해외 투자자들이 아파트와 사무실 공간을 꾸준히 매입했고, 2012년 10월, 이마르는 약 80%의 아파트가 입주 완료되었다고 발표했다.

### 분수

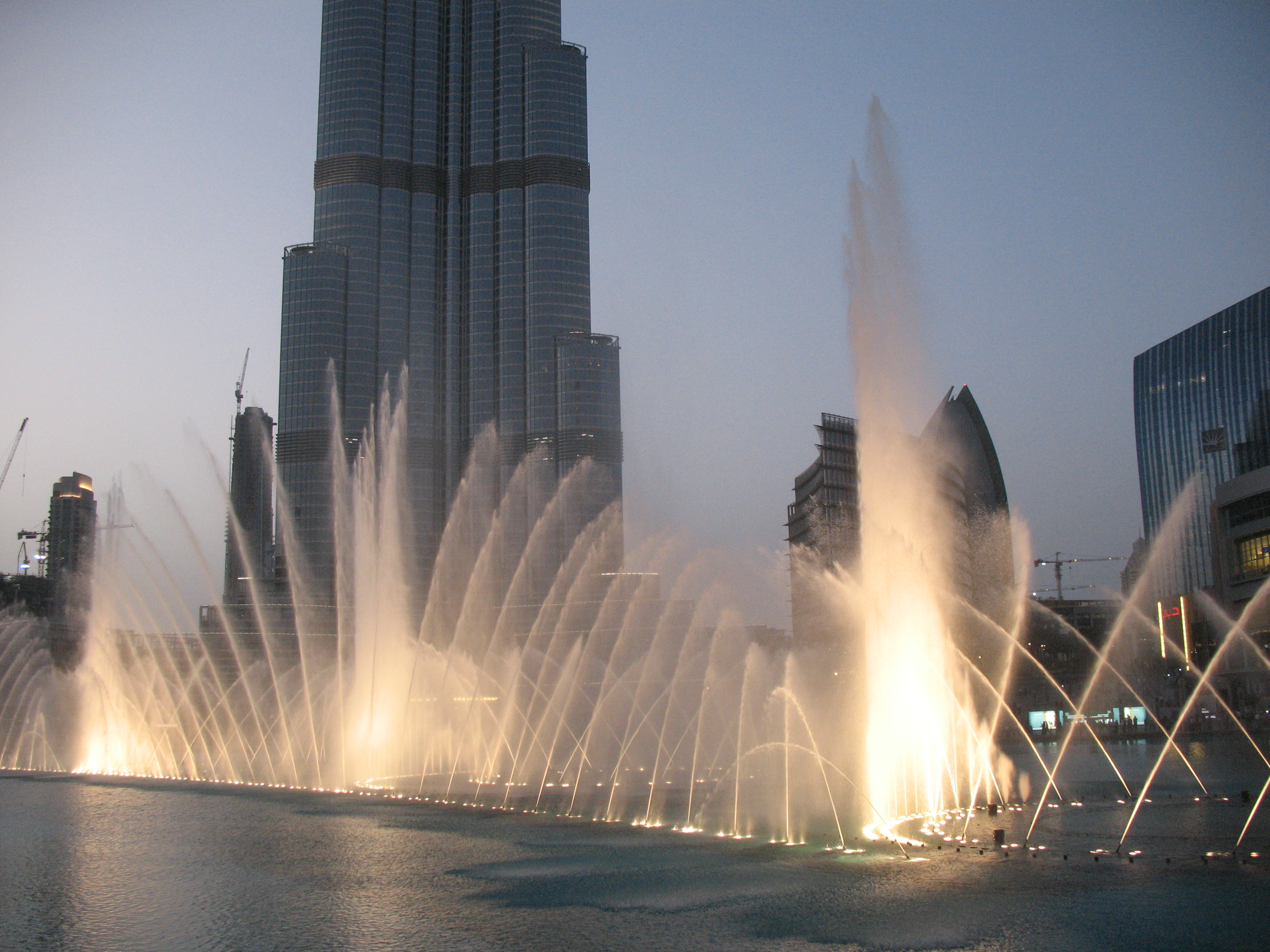
두바이 분수

부르즈 칼리파 외부에는 WET 엔터프라이즈(WET Enterprises)가 8억 디르함(미화 2억 1,700만 달러)을 들여 설계한 분수 시스템이 있다. 6,600개의 조명과 50개의 컬러 프로젝터로 밝혀지는 이 분수는 길이 270m(900피트)에 이르며, 물줄기를 최대 150m(500피트)까지 쏘아 올린다. 이와 함께 고전부터 현대 아랍 음악 및 다양한 음악이 연주된다. 세계에서 가장 큰 음악 분수로 알려져 있다. 2008년 10월 26일, 이마르(Emaar)는 명칭 공모전 결과에 따라 이 분수를 ‘두바이 분수(Dubai Fountain)’로 명명한다고 발표했다.

### 전망대

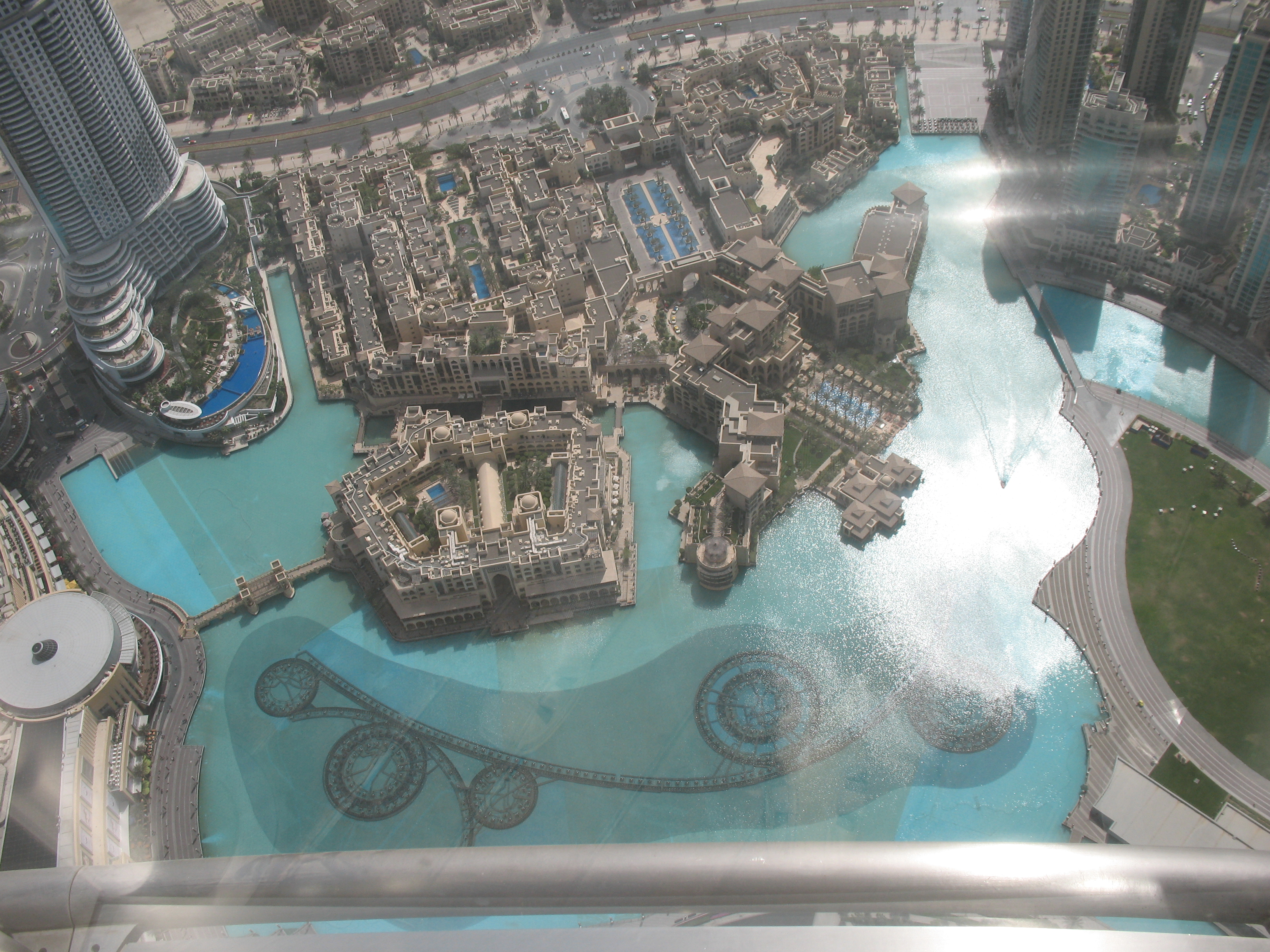
전망대에서 본 두바이 분수

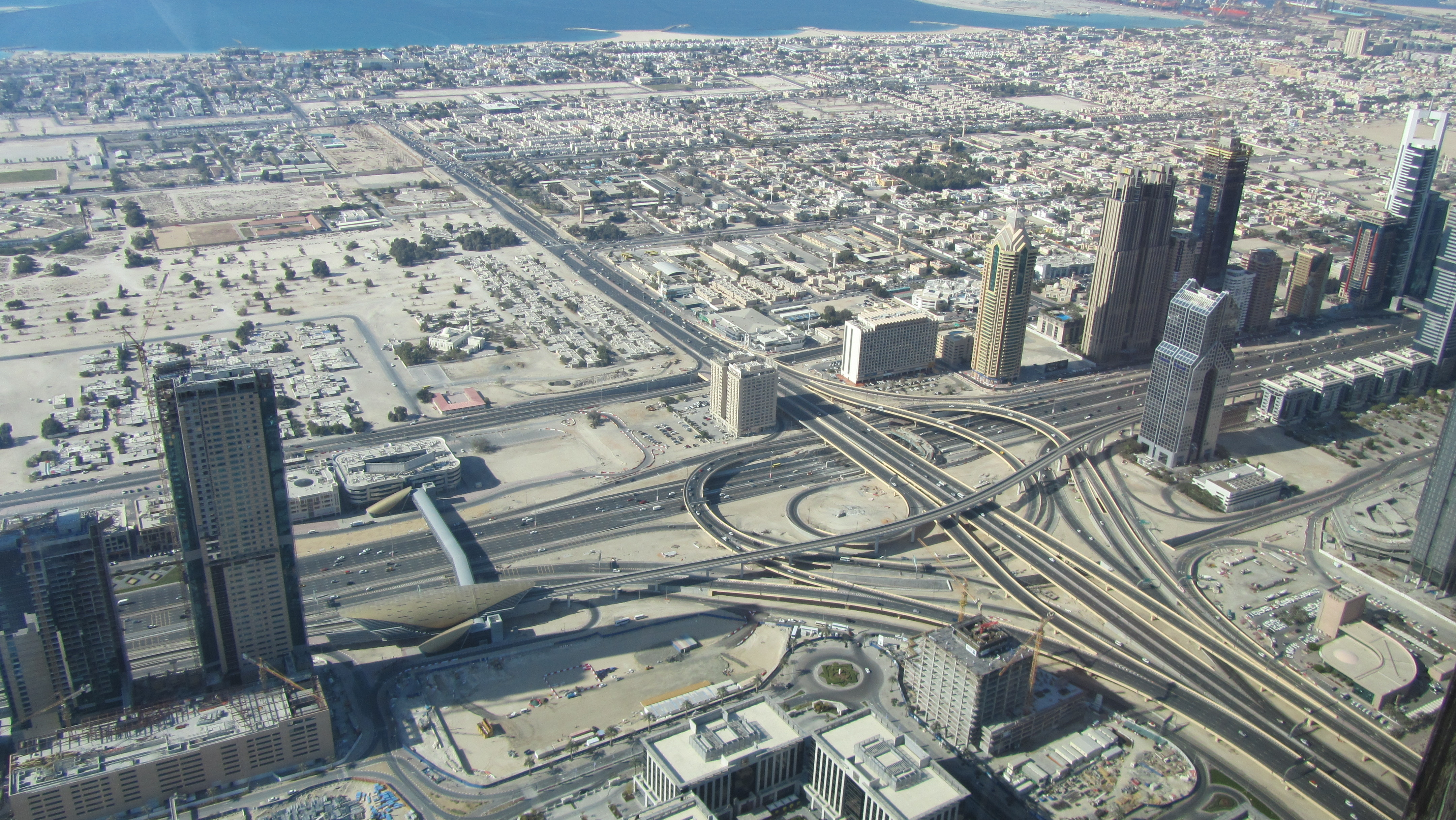
전망대에서 바라본 풍경

부르즈 칼리파의 야외 전망대인 ‘At the Top’은 2010년 1월 5일 124층, 높이 452m(1,483피트)에 개장했다. 이후 2014년 10월 15일에는 148층 ‘SKY 레벨’ 전망대가 555m(1,821피트) 높이에 문을 열어 세계에서 가장 높은 전망대 기록을 세웠다. 그러나 2016년 6월 상하이 타워가 561m 높이의 전망대를 개장하며 이 기록을 넘겼다. 이후 부르즈 칼리파는 2019년 2월 18일 585m(1,919피트) 높이의 ‘The Lounge’ 전망 라운지를 개장하며 세계에서 가장 높은 라운지와 전망대 기록을 다시 차지했다.
124층 전망대에는 몬트리올의 Gsmprjct°가 개발한 증강 현실 장치인 ‘전자 망원경’이 설치되어 있다. 이를 통해 방문객들은 실시간으로 주변 경관을 감상할 수 있을 뿐만 아니라, 다른 시간대나 날씨 조건에서 촬영된 저장 이미지도 볼 수 있다. 방문객들의 혼잡을 줄이기 위해, 관리 측에서는 사전에 특정 날짜와 시간대 티켓을 구매할 경우 현장 구매 티켓보다 75% 할인된 가격을 제공한다.
2010년 2월 8일에는 전원 공급 문제로 엘리베이터가 층 사이에 멈춰 관광객들이 45분간 갇히는 사고가 발생해 전망대가 두 달간 일반인 출입이 금지되었다.
조수 간만의 차가 적고 시야가 맑은 날에는, 최고층에서 약 153km(95마일) 떨어진 이란의 해안을 볼 수 있다.

### 라마단 준수
상층부에서는 지상에서 해가 진 후에도 몇 분간 해를 볼 수 있다. 80층 이상에 거주하는 사람들은 라마단 금식을 깰 때 2분을 더 기다려야 하며, 150층 이상에 거주하는 사람들은 3분을 더 기다려야 한다.

### 내부 시설
다음은 부르즈 할리파의 내부 시설이다.
| 층수    | 용도             |  |
| 160–163 | 기계실           |  |
| 156–159 | 통신 및 방송시설 |  |
| 155     | 기계실           |  |
| 149–154 | 사무용 공간      |  |
| 148     | 더 뉴 덱         |  |
| 139–147 | 사무용 공간      |  |
| 136–138 | 기계실           |  |
| 125–135 | 사무용 공간      |  |
| 124     | 전망대           |  |
| 123     | 스카이 로비      |  |
| 122     | 레스토랑         |  |
| 111–121 | 사무용 공간      |  |
| 109–110 | 기계실           |  |
| 77–108  | 주거시설         |  |
| 76      | 스카이 로비      |  |
| 73–75   | 기계실           |  |
| 44–72   | 주거시설         |  |
| 43      | 스카이 로비      |  |
| 40–42   | 기계실           |  |
| 38–39   | 호텔 스위트 룸   |  |
| 19–37   | 레지던스         |  |
| 17–18   | 기계실           |  |
| 9–16    | 레지던스 호텔    |  |
| 1–8     | 호텔             |  |
| 바닥    | 호텔             |  |
| 집합    | 호텔             |  |
| B1–B2   | 주차장, 기계실   |  |

## 새해 전야
Emaar 새해 전야 행사는 매년 12월 31일 부르즈 할리파에서 Emaar Properties가 주최하는 연례 행사이다. 이 행사는 부르즈 할리파에서 발사되는 불꽃놀이, 부르즈 할리파 외벽에서 펼쳐지는 조명 및 레이저 쇼, 그리고 해당 음악에 맞춘 두바이 분수의 특별 분수 쇼로 구성된다. Emaar 새해 전야 불꽃 축제는 세계에서 가장 높은 건물인 부르즈 할리파의 개장을 기념한 2010년에 처음 시작되었다. 이 축제는 전 세계 200만 명 이상의 사람들이 실시간으로 시청하였으며 3분간 지속되었다.
2011년부터는 두바이 미디어 인코퍼레이티드(Dubai Media Incorporated)와 두바이 TV가 국내 실시간 중계 권한을 보유하고 있다.
Emaar 새해 전야 행사는 2015년과 2019년에 ‘세계에서 가장 큰 LED 조명 외벽(Largest LED-Illuminated)’ 부문에서 두 차례 기네스 세계 기록을 수상했다.
2017년과 2018년에는 트위터와 유튜브에서 실시간 방송되었고, 2020년에는 처음으로 줌(Zoom)을 통해 실시간 중계되었다.
2021년에는 COVID-19 팬데믹의 최전선에서 일한 의료진과 필수 노동자들을 기리며 연대의 메시지를 담아 새해를 축하했다.
2022년 행사에서는 부르즈 할리파의 레이저 및 불꽃놀이와 동기화된 레이저 장치를 두바이 분수에 설치하여 더욱 화려한 연출을 선보였다.

## BASE 점프
이 건물은 여러 숙련된 BASE 점퍼들이 허가된 경우와 무단으로 BASE 점프에 사용한 바 있다:
2008년 5월, 에르베 르 갈루(Hervé Le Gallou)와 데이비드 맥도넬(David McDonnell)은 엔지니어로 위장해 약 650미터(2,130피트) 높이였던 당시의 부르즈 할리파에 진입해, 160층보다 몇 층 아래의 발코니에서 뛰어내렸다.
2010년 1월 8일, 아랍에미리트 항공 협회의 나스르 알 니야디(Nasr Al Niyadi)와 오마르 알 헤겔란(Omar Al Hegelan)은 당국의 허가를 받아 160층에 설치된 크레인 플랫폼에서 뛰어내리며 건물에서의 최고 고도 BASE 점프 세계 기록을 경신했다. 이들은 672미터(2,205피트) 높이에서 수직으로 낙하했으며, 낙하 10초 후 낙하산을 펼쳐 약 90초간의 점프를 수행했다. 낙하 속도는 최대 시속 220킬로미터(140마일)에 달했다.
2014년 4월 21일, 프랑스의 고도로 숙련된 BASE 점퍼인 뱅스 레페(Vince Reffet)와 프레드 푸겐(Fred Fugen)은 당국의 허가와 여러 스폰서의 지원을 받아, 꼭대기 첨탑에 특별 제작된 플랫폼에서 뛰어내리며 건물에서의 가장 높은 BASE 점프 세계 기네스 기록을 세웠다. 이들이 점프한 높이는 828미터(2,717피트)였다.

## 클라이밍
2011년 3월 28일, '스파이더맨'이라는 별명을 가진 알랭 로베르(Alain "Spiderman" Robert)는 부르즈 할리파 외벽을 등반했다. 첨탑 꼭대기까지 오르는 데 6시간이 걸렸다. UAE 안전 규정을 준수하기 위해, 평소 자유등반(free solo) 스타일로 등반하는 로베르는 이 등반에서는 로프와 하네스를 사용했다.

## 논란

### 사건
2011년 5월 10일, 30대 중반의 아시아계 이주 노동자가 부르즈 칼리파 147층에서 투신하여 108층 데크에 떨어져 사망하는 사건이 발생했다. 두바이 경찰은 그가 회사에서 출국을 허락하지 않자 스스로 목숨을 끊은 것이라고 발표했다.
2015년 5월 18일, 두바이 경찰은 포르투갈 관광객 로라 바네사 누네스(Laura Vanessa Nunes)가 전년도 11월 16일 부르즈 칼리파에서 투신해 사망했다는 보도를 부인하며, 그녀가 주메이라 레이크 타워(Jumeirah Lake Towers)에서 떨어졌다고 주장했다. 그러나 호주의 나인 뉴스(Nine News)는 정보공개법을 통해 입수한 주아랍에미리트 포르투갈 대사관의 이메일을 인용해, 해당 여성이 부르즈 칼리파 148층에서 투신했다고 보도했다.

### 노동 문제
부르즈 칼리파는 주로 남아시아와 동아시아 출신의 노동자들에 의해 건설되었다. 이는 아랍에미리트 현지 젊은 세대가 일반적으로 정부 공무원을 선호하며 민간 부문 취업을 기피하는 경향이 있기 때문이다. 2008년 6월 17일 기준, 약 7,500명의 숙련 노동자들이 현장에서 일하고 있었다. 2006년 보도에 따르면, 숙련된 목수들은 하루에 약 £4.34(영국 파운드), 일반 노동자들은 £2.84를 받았다. BBC 조사와 휴먼라이츠워치 보고서에 따르면, 이들은 열악한 환경에서 생활하며 저임금으로 장시간 노동에 시달렸다. 공사 기간 중 보고된 사망자는 1명이었으나, 휴먼라이츠워치는 아랍에미리트 내 산업재해와 사망 사고에 대한 공식 기록이 매우 부족하다고 지적했다.
2006년 3월, 퇴근용 버스 지연에 불만을 품은 약 2,500명의 노동자들이 항의 시위를 벌였고, 이는 폭동으로 번져 차량과 사무실, 컴퓨터, 건설 장비에 피해를 입혔다. 두바이 내무부 관계자는 이로 인해 약 £500,000의 피해가 발생했다고 밝혔다. 시위에 참여한 대부분의 노동자들은 다음 날 복귀했지만, 작업은 거부했다.

## 대중 문화
- 2011년 할리우드 영화인 미션 임파서블: 고스트 프로토콜에서 톰 크루즈는 부르즈 할리파에서 스턴트 장면을 촬영하였다.
- 고품질인 벨기에 초콜릿 4,200kg으로 만든 부르즈 할리파의 복제본은 두바이 국제 공항에서 2014년 11월 30일에 전시되었다. 13.5m (44.2 피트) 높이 구조 마스터 초콜렛 앤드류 FARRUGIA으로 기네스 기록 묘기와 43 UAE 건국 기념일 축제의 한 부분이다.
- 2013년, 두바이 왕세자, 셰이크 함단은 축하하고 UAE는 세계 박람회 2020 입찰을 수상한 후, 뉴스 카메라에 웨이브 건물의 꼭대기 층에 갔다.

## 갤러리

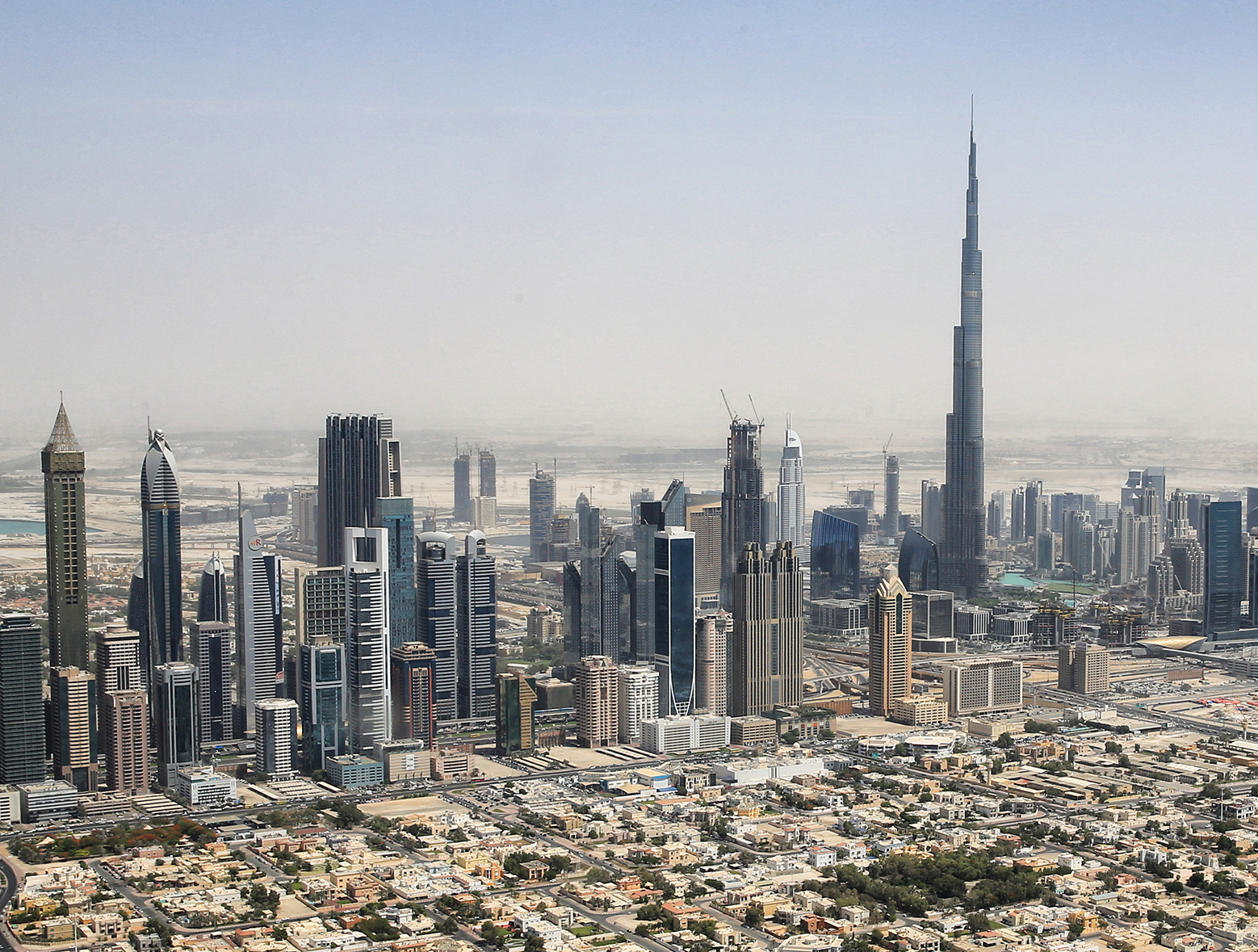
2015년 5월 27일
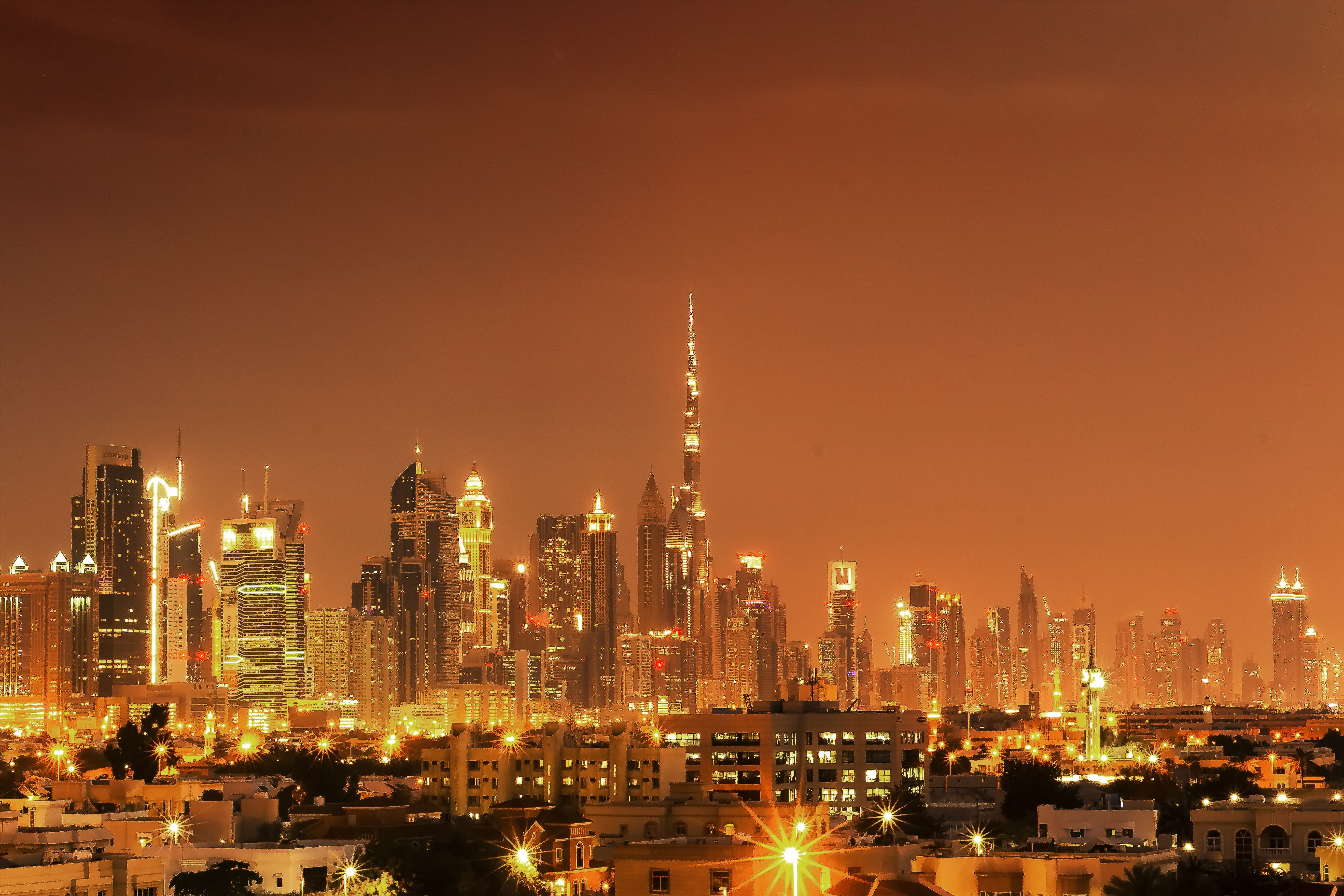
2016년 4월 13일

## 같이 보기
- 마천루 목록
- 아랍에미리트의 마천루 목록
- 두바이의 마천루 목록
- 100층 이상의 마천루 목록
- 엠파이어 스테이트 빌딩